# 隕石球粒

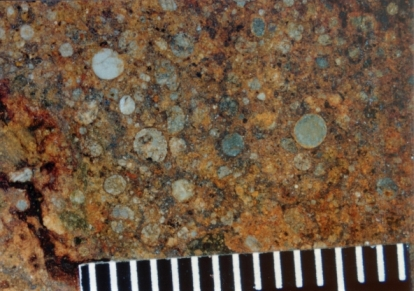
在球粒隕石草原上的隕石球粒，以一支毫米尺規顯示其大小。

隕石球粒 (出自古希臘 χόνδρος chondros，顆粒) 是在球粒隕石內發現的接近圓形的顆粒。隕石球粒是熔融或部分熔融的物質掉落在太空中被其母體小行星吸積之前形成的。因為球粒隕石代表太陽系內最古老的固體材料之一，和被認為是形成行星系的建築基塊，因此理解隕石的形成對了解行星系統早期發展是很重要的。

## 豐度和大小
不同種類的球粒隕石包含不同比率的隕石球粒 (見下表)。通常，碳質球粒隕石含有的隕石球粒百分比是最低的，而矛盾的是儘管CI球粒隕石被稱為球粒隕石，但其中幾乎沒有任何隕石球粒，而普通和頑火輝石球粒隕石有最多的隕石球粒。因為墜落到地球上的隕石佔80%是普通球粒隕石，並且因為普通球粒隕石有60-80%是隕石球粒，使它成為墜落在地球上的隕石 (不包括流星塵) 中數量最多的組成材料。  
隕石球粒的大小範圍從幾個微米的直徑到1（0.39英寸）。同樣的，不同種類的球粒隕石包含不同大小的隕石球粒：最小的是CH、CM、和CO球粒隕石 (參見隕石分類)，中等大小的是CR、CV、L、LL、和R球粒隕石，最大的在一些CB球粒隕石 (參見表)。其它的球粒隕石群介於這些之間。
| 隕石球粒群 | 豐度 (vol%) | 平均直徑 (mm)           |
| ---------- | ----------- | ----------------------- |
| CI         | 0           | –                       |
| CM         | 20          | 0.3                     |
| CO         | 50          | 0.15                    |
| CV         | 45          | 1                       |
| CK         | 45          | 1                       |
| CR         | 50-60       | 0.7                     |
| CH         | 70          | 0.02                    |
| CB         | 20-40       | 10 (a子群), 0.2 (b子群) |
| H          | 60-80       | 0.3                     |
| L          | 60-80       | 0.7                     |
| LL         | 60-80       | 0.9                     |
| EH         | 60-80       | 0.2                     |
| EL         | 60-80       | 0.6                     |
| R          | >40         | 0.4                     |
| K          | 30          | 0.6                     |

## 礦物學和岩石學
大多數隕石球粒的主要組成是被長石，也可能是玻璃或結晶包圍著的橄欖石和輝石矽酸鹽礦物。也會存在著少量的其他礦物，包括硫化鐵（隕硫鐵）、金屬的鐵-鎳、氧化物像是鉻鐵，和磷鈣鈉石等磷酸。極少類型隕石球粒的主要成分能是像長石的礦物（再度可能是玻璃或結晶）、矽酸鹽或金屬的鐵-鎳和硫。
隕石球粒呈現各種類型的紋理，可以在隕石球粒被切片打開和拋光之後觀察到。有些紋理顯示出從熔融或接近熔融的狀態下被急速冷卻的證據。富含輝石的隕石球粒包含非常細緻的顆粒，大量大小只有幾微米或者更小，漩渦狀的纖維狀晶體，被稱為隱晶質的隕石球粒。當輝石纖維粗糙時，從表面上看它們可能出現單成核的輻射紋，形成放射狀或excentroradial的紋理。富含橄欖石的隕石球粒可能包含這類礦物的平行板塊，在板塊之間被含有橄欖石和含有像長石的玻璃的薄片包圍著；這就是所謂的禁制紋理。其他觀察到顯然是非常快速冷却結果的紋理是樹枝狀結晶和漏斗形的橄欖石顆粒，和完全由玻璃組成的隕石球粒。
更常見的是，隕石顯示被稱為所謂的斑狀紋理。在這些，橄欖石和輝石的顆粒在各個方向是等距的和有時是自形的。它們被依據主導礦物來命名，即斑狀橄欖石（PO）、斑狀輝石（PP）、和斑狀橄欖石輝石（POP）。看來似乎是這些隕石球粒冷卻得比徑向或禁制的紋理更慢，然而它們仍然可能在短短的幾小時內凝固。
雖然任何單一個的隕石球粒的範圍很狹窄，但在隕石球粒內的橄欖石和輝石的的組成變化比較大。有些隕石球粒包含非常小的氧化鐵（FeO），導致橄欖石和輝石都與鎂橄欖石（Mg2SiO4）和頑火輝石（MgSiO3）的組成近似。科學家通常稱這一類型為第一型隕石球粒，並往往含有大量的金屬鐵。其它的隕石球粒在有著更多的氧化條件下形成，並且包含有著更多氧化鐵的橄欖石和輝石（也就是 (Mg,Fe)2SiO4形式的橄欖石）。這種隕石球粒被稱為第二型。大多數的隕石球粒都包含第一型和的二型混合在一起，也包含那些有斑紋和無斑紋的紋理，然而也會有例外。

## 隕石球粒的類型
有幾種不同的方式將不同組織的隕石球粒依據其外觀的紋理分類。
| 名稱                | 縮寫 | 圖片 |
| ------------------- | ---- | ---- |
| 斑狀的橄欖石        | PO   |      |
| 斑狀的輝石          | PP   |      |
| 斑狀的橄欖石-輝石   | POP  |      |
| 輻射狀的輝石        | RP   |      |
| 禁制的橄欖石        | BO   |      |
| 隱晶質的            | C    |      |
| 顆粒狀的橄欖石-輝石 | GOP  |      |
| 玻璃隕石球粒        | -    |      |

## 進階讀物
- Wlotzka F., Heide F. (1995) Meteorites: Messengers from Space, Springer Verlag, ISBN 0-387-58105-7
- Hewins R.H., Jones R.H., and Scott E.R.D. eds. (1996) Chondrules and the Protoplanetary Disk, Cambridge University Press, UK, ISBN 0-521-55288-5
- Oliver Botta, Jeffrey L. Bada Extraterrestrial Organic Compounds in Meteorites, Surveys in Geophysics 23 (5): 411-467, 2002
- Vogel N. (2003) Chondrule formation and accretion processes in the early solar nebula - Clues from noble gases in different constituents of unequilibrated chondrites, Der Andere Verlag, Osnabrück, ISBN 3-89959-055-4

## 外部連結
- A Pictorial of Chondrules （页面存档备份，存于） - Meteorites Australia (Meteorites.com.au)
- Chondrules and their Origins （页面存档备份，存于）